# Bartholomea peruviana
Bartholomea peruviana is een zeeanemonensoort uit de familie Aiptasiidae.
Bartholomea peruviana is voor het eerst wetenschappelijk beschreven door Pax in 1912.